# Ruth Graham
Ruth Bell Graham (10 tháng 6 năm 1920 - ngày 14 tháng 6 năm 2007), vợ của nhà truyền giáo nổi tiếng Billy Graham, sinh ra ở Thanh Giang, Giang Tô, Trung Quốc, với tên là Ruth McCue Bell, là con thứ nhì trong gia đình năm người con. Cha mẹ bà, bác sĩ L. Nelson Bell và Virginia McCue Bell, những nhà truyền giáo y tế tại Bệnh viện Presbyterian 300 dặm (480 km) về phía bắc của Thượng Hải. Ở tuổi 13, bà học 3 năm trung học ở Bình Nhưỡng, Triều Tiên. Ruth hoàn thành chương trình giáo dục trung học tại Montreat, North Carolina, trong khi bố mẹ bà nghỉ phép ở đó. Bà tốt nghiệp trường Wheaton College (Illinois) ở Wheaton, Illinois.
Ông bà Graham đã gặp nhau tại Wheaton College ở Wheaton, Illinois và kết hôn vào mùa hè năm 1943, ngay sau khi tốt nghiệp. Ruth trở thành vợ của mục sư ở Western Springs, Illinois. Bà sống suốt quãng đời còn lại ở Montreat, North Carolina. Ông bà có năm người con: Virginia (Gigi), Anne, Ruth, Franklin và Nelson Edman (Ned), mười chín đứa cháu, và rất nhiều cháu nội. Ông Grandson Tullian Tchividjian là mục sư cao cấp của Nhà thờ Presbyterian Coral Ridge ở Fort Lauderdale, Florida trước khi từ chức vào tháng 6 năm 2015.
Bà Graham đã viết Our Christmas Story, Sitting by My Laughing Fire, It's My Turn, The Legacy of a Pack Rat, Prodigals and Those Who Love Them, Clouds Are the Dust of His Feet, One Wintry Night, Coffee and Conversation with Ruth Bell Graham and Gigi Graham Tchividjian, Collected Poems, Mothers Together, and Prayers From A Mother's Heart.. Những cuốn sách gần đây nhất của bà Graham xuất bản năm 2001 là Never Let It End: Poems of a Lifelong Love (xuất bản bởi Baker Books), Footprints of a Pilgrim: The Life and Loves of Ruth Bell Graham (xuất bản bởi Word Publishing) và A Quiet Knowing (xuất bản bởi W Publishing Group).

## Tiểu sử
Ruth Graham sinh ra ở Thanh Giang, Giang Tô, Trung Quốc (nay là huyện Hoài An, Giang Tô, Trung Quốc), với tên Ruth McCue Bell. Cha mẹ bà, Virginia Myers (Leftwich) và bác sĩ L. Nelson Bell, là các nhà truyền giáo y tế tại Bệnh viện Presbyterian 300 dặm Anh phía bắc Thượng Hải. Bà lớn lên ở Trung Quốc trong gia đình tin kính. Một số hình ảnh trong thời trẻ của bà ở Trung Quốc được mô tả trong tiểu sử của cha bà, một bác sĩ phẫu thuật tổng quát, trong "A Foreign Devil in China" (bởi John Charles Pollock, ISBN 0-89066-141-3).
Ruth học ba năm ở một trường trung học ở Bình Nhưỡng, nay là Bắc Triều Tiên, trước khi tốt nghiệp một trường trung học ở Montreat, North Carolina, khi cha mẹ bànghỉ phép.
Sức khỏe của Ruth Graham đã rất yếu kể từ khi bị viêm tuỷ sống vào năm 1995. Điều này càng trầm trọng hơn do thoái hóa khớp gối và cổ, bắt đầu với sự suy giảm trong khi thử nghiệm một cú xoay mà bà đã làm cho những đứa cháu của mình vào năm 1974 dẫn đến đau lưng kinh niên trong nhiều năm. Trong những tháng cuối cùng của cuộc đời, Graham đã nằm liệt giường và bị nhiễm bệnh viêm phổi.
Một ngày trước khi Ruth qua đời, Billy Graham đã đưa ra một tuyên bố thông qua Hiệp hội Phúc âm Billy Graham, "Ruth là người bạn đời và bạn thân của tôi, và tôi không thể tưởng tượng được sống một ngày mà không có cô ấy bên cạnh tôi. với cô ấy ngày hôm nay hơn khi chúng tôi lần đầu tiên gặp nhau hơn 65 năm trước đây như là sinh viên tại Wheaton College. "